# Гільбертинці
Гільбертинці — колишній чернечий католицький орден, заснований св. Гільбертом (Gilbert) близько 1130 року в Семпрінгхемі, де він був священником.
Орден гільбертинців був заснований близько 1130 року св. Гільбертом в Семпрінхемі, Лінкольншир, де Гілберт був парафіяльним священником. Це був єдиний повністю англійський релігійний орден, що завершив своє існування в XVI столітті під час тюдорівської секуляризації.

## Заснування
Св. Гільберт первісно хотів заснувати чоловічий орден, але виявив, що це є нездійсненно. Замість цього, він взяв сім жінок, у яких він викладав в сільській школі й в 1131 році заснував орден черниць на основі Статуту святого Бенедикта.
Зрештою Гілберт додав привів ще і мирських сестер, для виконання щодених обов'язків у домі релігійної будинку, щоби черниці могли дотримуватися своїх обов'язків, і мирських братів, для праці на полях. У 1139 році малий орден відкрила свій перший новий дім, на острові Хаверхолм (подарунок від єпископа Лінкольна). Протягом багатьох років створювалися все нові і нові доми, і орден став переповненим. У 1147 році ченці покинули Англію, і поїхали до континентальної Європи, а саме — до основного дому цистерціанцівв у Сітеуксі, щоб приєднатися до їх спільноти. Цистерціанці не погодилися, мабуть, тому що вони відчували себе не в змозі управляти як чоловічою, так і жіночою спільнотами. Проте папа Євгеній III, що сам був цистерціанцем, втрутився і попросив ігумена Святий Бернарда Клервоського, щоб той допоміг Гілберту в складенні інституції нового ордену. Він же потім призначив Гілберта першим магістром ордену
Повернувшись до Англії, Гільберт вирішив створити при кожному монастирі організацію регулярних каноніків (з статутом св. Августина), які повинні служити капеланами і духовними наставниками монахинь. Таким чином, кожен гільбертінский дім складався з 4 громад: черниць, каноніків, мирських сестер і мирських братів. За життя Гільберт заснував 13 монастирів, з них 4 чоловічих.

## Одяг
Зазвичай гілбертинці носять чору рясу, з білою відлогою (оббитою овечою вовною) і скапуляром (мантією), так що, якщо дивитися з точки зору Бога (тобто зверху), вони будуть відображатися у вигляді білого хреста на чорному тлі. Черниці ходили в білому. Наплічник носили і каноніки, і черниці.

## Розташування
Кожен монастир гільбертинців має одну церкву, відділену від власне монастиря стіною. Черниць зазвичай було більше, тоді як ченців. відповідно — менше (останні спілкуються з монахинями лише під час богослуження). Зазвичай, житла черниць розташовувалися північніше від церкви, ченців — південніше.
Магістр ордену називався «першим серед всіх» (Prior of All) і обирався щорічним (перед святом Вознесіння) генеральним зборами (в Семпрінгхемі). Цей орден був єдиним суто англійським орденом і не підкорявся іноземним організаціям. Всі будинки гільбертинців (окрім двох в Ірландії) знаходилися в Англії.

## Мирські браття
Мирські браття (келійники) були джерелом постійного головного болю для св. Гілберта. Вони були вибрані з нижчих прошарків населення, тому що вони повинні були працювати в полі. Проблема була в тому, що вони не були достатньо дисципліновані, і потребували твердої руки для керівництва ними. Відповідно, було багато випадків непокори і скандалів, спричинених їх поведінкою.

### Черниця з Уоттона
В середині дванадцятого століття до монастиря в Уоттоні ще дитям була привезена дівчина, яка, проте, не мала дійсного релігійного покликання. Ця черниця завагітніла від келійника, який втік, та якого повернули для покарання. Пізніше інші черниці змусили дівчину каструвати злочинця. Вони змушені були видалити частину горла вагітної черниці і прикували її, після чого вона таємничо втратила свою дитину. За версією Генріха Мердока, архієпископа Йоркського (людини, що привезла її до монастиря), з'явилися дві небесних жінки, які очистили тіло дівчини від її гріха і її вагітності, і зняли її ланцюги. Для розслідування був викликаний святий Елред з Рівалюксу, який визнав чудо. Тим не менш, він також сильно критикував сестер-монахинь і Гілберта за відсутність пастирської турботи

### Повстання у Семпрінгхемі
У кінці життя Гілберта, коли йому було близько дев'яноста років, деякі брати в Семпрінгхемі повстали проти нього, скаржачись на занадто велику кількість роботи і малу — їжі. Повстанці, на чолі з двома майстрами, отримували гроші від релігійних і світських прихильників і вирішували цю справу в Римі. Папа Олександр III виніс рішення на користь Гілберта, але умови життя для мирської братії були покращені.

## Середньовіччя
Орден завжди був популярним в Англії та Уельсі. Його доми були остаточним притулком останніх членів валлійської королівської родини, малих дівчат, яких убили в 1280-х. Визначною серед них була принцеса Гвенліан, яку відправили в Семпрінгхем — поруч з будівлею монастир'я в 1990 році поставлено пам'ятник в честь цієї події. Багато англійських королів щедро обдаровували орден, і все ж він завжди мав фінансові проблеми. Станом на кінець XV століття, орден був значно збіднів, і король Генріх VI звільнив всі доми ордену від сплати будь-яких податків. Проте, на жаль, він не міг змусити і не змусив його послідовників робити те ж саме.

## Зникнення
До моменту зникнення орден налічував двадцять шість домів, але тільки чотири з них оцінювалися як «великі доми», з річним доходом більш ніж 200 фунтів стерлінгів. Після Закону про розпуск малих монастирів в 1536 році, ці доми віддалися на милість короля Генріха VIII в 1538 році. Кожна черниця і чернець отримали довічну пенсію. Останній гільбертинець-священик Роберт Холгейт, єпископ Лландафу, став архієпископом Йоркським в 1545 році.

## Спадок
Спадок гільбертинців є досить невеликим, є всього п'ятнадцять збережених рукописів, пов'язаних з орденом, що походять з усього лиш п'яти домів. Чотири додаткових робіт, приписуваних гільбертинцям, але які не збереглися в монахів, включають в себе Vita Гілберта Семпрінгхемського, устав гільбертинців, так звані «Семпрінгхемські продовження» в Le Livere de Reis Engleterre, і роботи Роберта Маннінга.
Останній гільбертинський монастир, пріорату Мальтона, був включений до парафіяльної церкви у Мальтоні, Північний Йоркшир. Оригінальний монастир був заснований близько 1150 року, і, хоча він зазнав значного руйнування, збережені фрагменти залишаються вражаючими. Незважаючи на те, Семпрінгхемський монастир був зруйнований. В даний час це є парафія Ангіканської церкви, Лінкольнська діоцезія.

## Облатки св. Гілберта
У 1983 році, після святкування дев'ятого століття від дня народження св. Гілберта, мирські браття в Іст-Мідлендсу зобов'язалися підтримувати пам'ять і роботи Гілберта і його ордену створенням нового світського ордену. Облатки св. Гілберта існують для збереження споглядального духу гільбертинців і стимулювання інтересу до вивчення св. Гілберта і його праць. Вони підтримуються цистерціанським монастирем гори Сен-Бернар в Лестерширі, Англія.

## Гільбертинці Бразилії
Приблизно в 1998 році священник з єпархії Сан-Паулу в Бразилії, о. Карлос Аперіцідо відвідав Семпрінгхем. Пізніше він отримав дозвіл від свого єпископа, щоб заснувати невелику релігійну громаду ad experimentem, яка була створена недалеко від Сан-Паулу.